# صاف‌بال فلزی
صاف‌بال فلزی (نام علمی: Griseargiolestes metallicus) نام یک گونه از زیرراسته سنجاقک است.